# Zatlanka
Zatlanka (Zaklanka, Na zaklanku) je zaniklá viniční usedlost v Praze na Smíchově. Stála v ulici Na Zatlance, která je po ní pojmenovaná, přibližně v místech Gymnázia Na Zatlance. Usedlost měla č.p. 22.

## Historie
Původní pojmenování vinice bylo podle polohy „na záklonu“ k vrchu Mrázovka na jihozápadní straně. Usedlost na ní vznikla pravděpodobně v 18. století.
Roku 1878 na pozemcích Zatlanky založil nový majitel F. Ellenberg cihelnu. Tu roku 1882 vlastnila Pražská smíchovská společnost k vyrábění strojních cihel.
Usedlost byla zbořena, číslo popisné 22 převzaly lázně na východní straně ulice.